# Кіровський район (Ленінградська область)
Кіровський район — муніципальне утворення в центральній частині Ленінградської області.
Адміністративний центр — місто Кіровськ.

## Географія
Площа району — 2,64 тис. км ², що становить 3,52% території області. За цим показником район посідає 15-е місце в регіоні.
Межує:
- На сході — з Волховським муніципальним районом;
- На південно-сході — з Кіришським муніципальним районом;
- На південно-заході — з Тосненським муніципальним районом;
- На заході — з містом федерального підпорядкування Санкт-Петербургом;
- На північно-заході — з Всеволозьким муніципальним районом.

З півночі територія району омивається водами Ладозького озера.

### Клімат
Клімат помірно-континентальний, вологий, середня температура січня −7,7 °C, липня +17,7 °C.

### Природні ресурси
Основні корисні копалини Кіровського району — гравій, пісок, щебінь, глина і каолін. Видобуток корисних копалин на території району ведуть підприємства — ВАТ «Кампес» і ВАТ «Перемога ЛСР»

## Історія
До 1960 року більша частина території району входила до складу скасованого Мгінского району.
Кіровський район був утворений 1 квітня 1977 року Указом Президії Верховної Ради РРФСР в результаті розукрупнення Волховського і Тосненського районів. Центром району стало місто обласного підпорядкування Кіровськ.
У квітні 1993 року місто Шліссельбург віднесене до категорії міст обласного підпорядкування.
1 січня 2006 року район отримав статус муніципального району, у складі району утворені 8 міських і 3 сільських поселення, міста Кіровськ і Шліссельбург увійшли до складу району як міські поселення.

## Населені пункти

### Колишні
- Маруя (Сухівська сільська рад)

## Цікаві місця
- Будинок поштової станції колишнього Пеллінського палацу — об'єкт культурної спадщини Росії федерального значення
- Цвинтар німецьких військовополонених в селі Сологубівка і Парк Миру
- Синявинські висоти